# 雷姆 (单位)
雷姆，全称人体伦琴当量（英語：roentgen equivalent man；符号：rem），为辐射剂量当量的单位，相当于一伦琴的X光射线或伽码射线。

## 换算
- 1 雷姆 = 0.01 希沃特 = 10 毫西弗 = 10000 微西弗。
- 1 rem = 0.01 Sv = 10 mSv = 10000 μSv

## 安全值
1956年国际放射防护委员会把放射性工作人员的防护标准定为0.1雷姆/周，即5雷姆/年。对于X射线或γ射线，这个标准相当于在2.5 mrem/h或0.69 μSv/s的剂量率照射下每周持续工作40小时。

## 单位制
在国际单位制中，雷姆为非法定单位，计量当量的法定单位为希沃特（Sv）。